# Suverän stat
Suverän stat, även kallad självständig stat, självständigt land, oavhängig stat eller eget land, är en stat, en entitet med ett definierat territorium där man utövar intern och extern suveränitet, där man enligt Montevideokonventionen har en permanent befolkning, en regering, självständighet från andra stater och makter, samt möjligheten att ingå relationer med andra suveräna stater.
Den suveräna staten är ofta underförstådd som en stat som inte är beroende av, eller under förutsättning av, någon annan makt eller stat. Medan en suverän stat i abstrakta termer kan existera utan att erkännas av andra suveräna stater, är det ofta svårt för icke erkända stater att utöva full traktatbildande makt och engagera sig i diplomatiska relationer med andra suveräna stater.

## Definition
Fram till 1800-talet användes rutinmässigt konceptet med en "civilisationsstandard" för att avgöra om vissa människor i världen var "ociviliserade" och följaktligen hade "ociviliserade samhällen". Det reflekterades och konstituerades i uppfattningen att deras "suveränitet" antingen inte fanns över huvud taget, eller åtminstone att deras suveränitet var av en underordnad karaktär när man jämförde dem med människor och samhällen som var "civiliserade". Lassa Oppenheim sade att "det finns kanske ingen föreställning vars betydelse är mer kontroversiell än suveränitet. Det är ett obestridlig faktum att föreställningen, från det ögonblick som den introducerades i statsvetenskapen till denna dag, aldrig har haft en betydelse som alla varit överens om."

Suveränitet har fått en annorlunda betydelse i och med att principen om självbestämmande och förbudet mot de hot och kraftanvändning har utvecklats som jus cogens-normer av modern internationell lag. FN-stadgan, konventionen om staters rättigheter och skyldigheter, och regionala internationella organisationers stadgor uttrycker åsikten att alla stater är juridiskt jämbördiga och har samma rättigheter och skyldigheter baserade på det faktum av deras existens som personer under internationell lag. Nationers rätt att bestämma sin egen politiska status och utöva permanent suveränitet inom begränsningarna av deras territoriella jurisdiktioner är erkänd av de flesta.
Vanligtvis används termerna "land", "nation" och "stat" som om de vore synonyma, men det finns vissa skillnader[källa behövs]:
- Nation betecknar ett folk som tros eller anses dela lika vanor, ursprung och historia. Gemensamt språk och etnicitet är ofta viktiga men inte nödvändiga faktorer. Adjektiven nationell och internationell används dock ofta för att referera till frågor gällande vad som mer strikt är suveräna stater som i nationell huvudstad, internationell lag. Med påverkan från styrande makt eller annan grupp, samt genom blandäktenskap, har historiskt ibland förskjutning till andra språk eller religioner än det ursprungliga skett, vilket kan ha medfört en självidentifikation i flera nationer, ex. under 1800-talet judar i Tyskland, slovaker och serber i Ungern, samt emigranter till USA, till och med nationalism för en stat som inte är ens ursprungliga. Stater med befolkning som har flera språk kan också ha en nationsuppfattning, ex. Schweiz och Kanada.

- Stat refererar till den uppsättning av styrande och stödjande institutioner som har suveränitet över ett definierat territorium och dess befolkning, oavsett statsskick. Statens konstitution äger giltighet för alla som vistas inom dess territorium.

Nationalstaten är ett koncept att en nationell grupp, speciellt med gemensam kultur och gemensamt språk, eller annan gemensam nationsidentitet, ska äga suveränitet över det territorium där de av hävd, med historiskt berättigande, är i majoritet, folksuveränitetsprincipen. 
- Land refererar till det geografiska territorium som kontrolleras av en stat eller bebos av en viss nation, och gränserna sammanfaller inte alltid. Exempelvis är Kurdistan för närvarande ingen egen stat.

## Erkännande
Erkännande av stater antyder en suverän stats beslut att behandla en annan entitet som en suverän stat. Det finns ingen bindande definition över alla medlemmar av nationsgemenskapen gällande kriterier för statsstatus. I faktisk tillämpning är kriterierna huvudsakligen politiska och inte lagliga. I internationell lag finns det dock flera teorier över när en stat borde erkännas som suverän. Inte sällan nämns förmågan att de facto kunna regerera över sitt territorium. En stat som tidigare varit erkänd, förlorar vanligen inte sin status som stat, även om den förlorar sin suveränitet genom ockupation av främmande makt, eller sin organisation, genom exempelvis inbördeskrig. Dock kan svårighet föreligga angående vilken entitetens rättmätiga internationella representant ska vara. De allierade i andra världskriget hade relationer med axelmaktsockuperade länders tidigare regeringar i exil medan axelmakterna hade det med respektive makthavande axelmaktsvänliga regim istället. Det finns även stater som fungerar de facto, men inte erkänns de jure av många länder.
- Se Lista över självständiga stater och Lista över stater som saknar fullt internationellt erkännande